# Quimerio
Quimerio era el nombre antiguo de un cabo de la costa occidental de Grecia, en un lugar perteneciente a la antigua región de Tesprotia, en la parte meridional del Epiro.
Tucídides señala que en Quimerio y en el Accio los corintios establecieron una flota y un ejército para proteger a Léucade de la flota de Corcira, en el 434 a. C. Estrabón lo sitúa en las proximidades de las islas Síbota y del denominado «Puerto Dulce», donde desembocaba el río Aqueronte.
Se ha sugerido que el cabo Quimerio podría identificarse con el actual Varlaam, mientras que la bahía de Fanari, donde desemboca el río Gourlá, podría ser el puerto adecuado para albergar una gran flota como la mencionada por Tucídides. Otra posibilidad alternativa sugerida es que el puerto estuviera ubicado, sin embargo, al norte del cabo Varlaam, en la bahía de Paramytia, donde está actualmente Vemocastro.